# Az év fiatal angol labdarúgója (PFA)
Az év labdarúgója (PFA) (angolul: PFA Young Player of the Year) díjat a Professzionális Labdarúgók Szervezete (Professional Footballers' Association) ítéli minden évben oda az adott Premier League (korábban a Football League First Division) idény általuk vélt legjobb 23 év alatti labdarúgójának.
A díjat az 1973–74-es idény óta adják át, az első győztes Kevin Beattie, az Ipswich Town játékosa volt. A díjra esélyes az Angliában játszó összes 23 év alatti profi labdarúgó, azonban eddig még mindig első osztályban játszót díjaztak. Ryan Giggs, Robbie Fowler, Wayne Rooney, Dele Alli és Phil Foden az az öt játékos akiket egynél többször díjaztak. Mindössze öt alkalommal fordult elő, hogy a győztes nem az Egyesült Királyságból származna. Háromszor fordult elő, hogy az év fiatal játékosa lett egyben az év angol labdarúgója is.
A díjazottak nevét áprilisban teszi közzé a PFA és rendszerint egy londoni gálán adja át a többi díjával együtt. A labdarúgók körében nagy megbecsülésnek örvend, hiszen a játékostársak szavazatai alapján adják át a díjat.

## Győztesek
A díjat 2024-ig 51 alkalommal adták át, és 46 különböző győztest avattak.

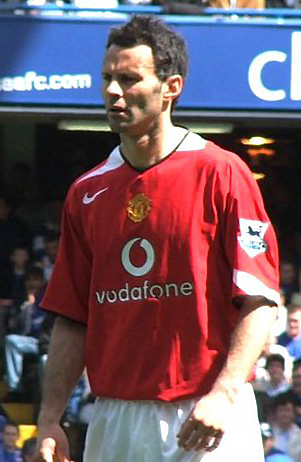
Ryan Giggs volt az első akit kétszer díjaztak.

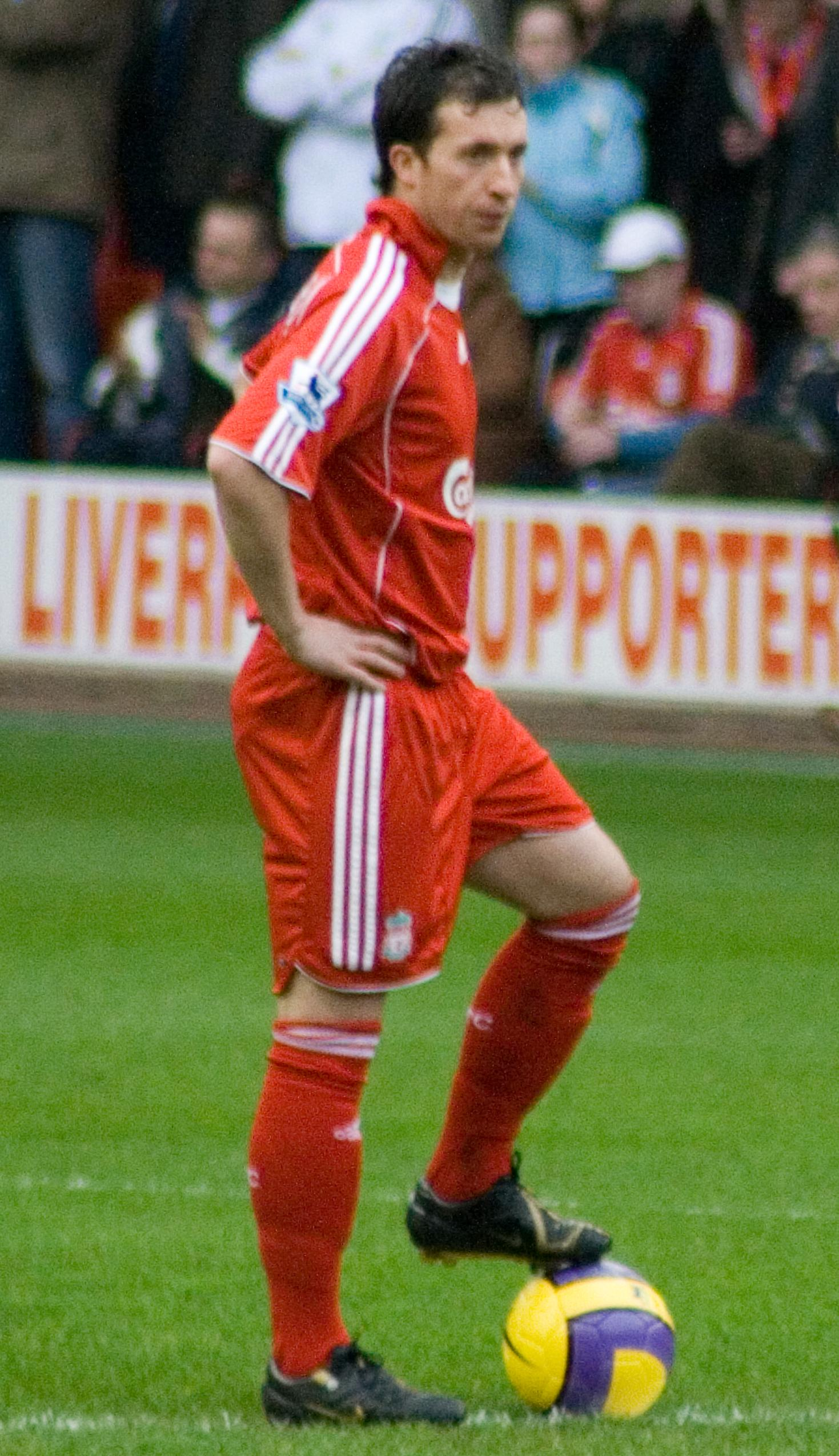
Robbie Fowler a második kétszeres győztes.

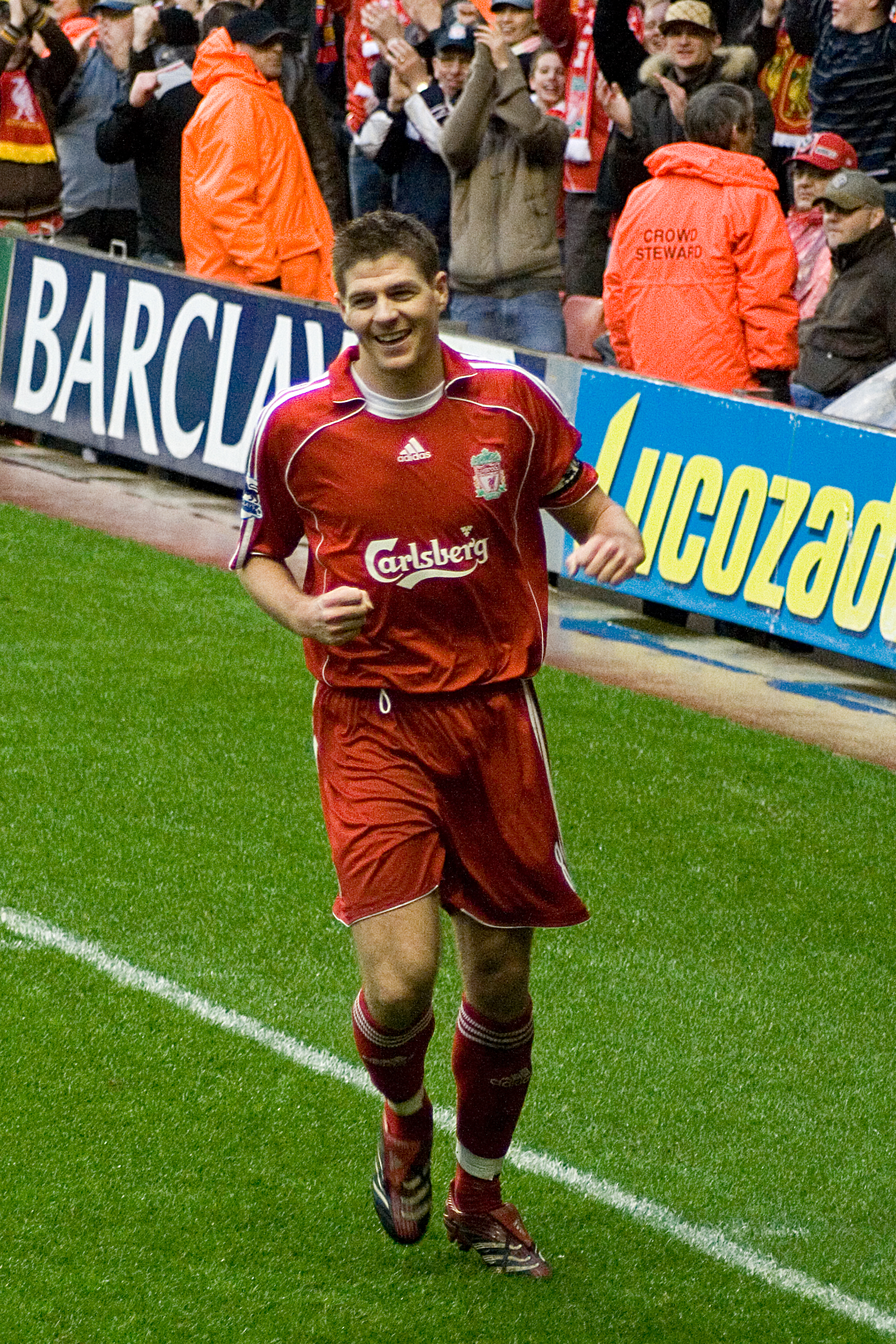
Steven Gerrard az első aki ugyanabban az évben Az év legjobb labdarúgója a szurkolók szerint díjat is átvehette.

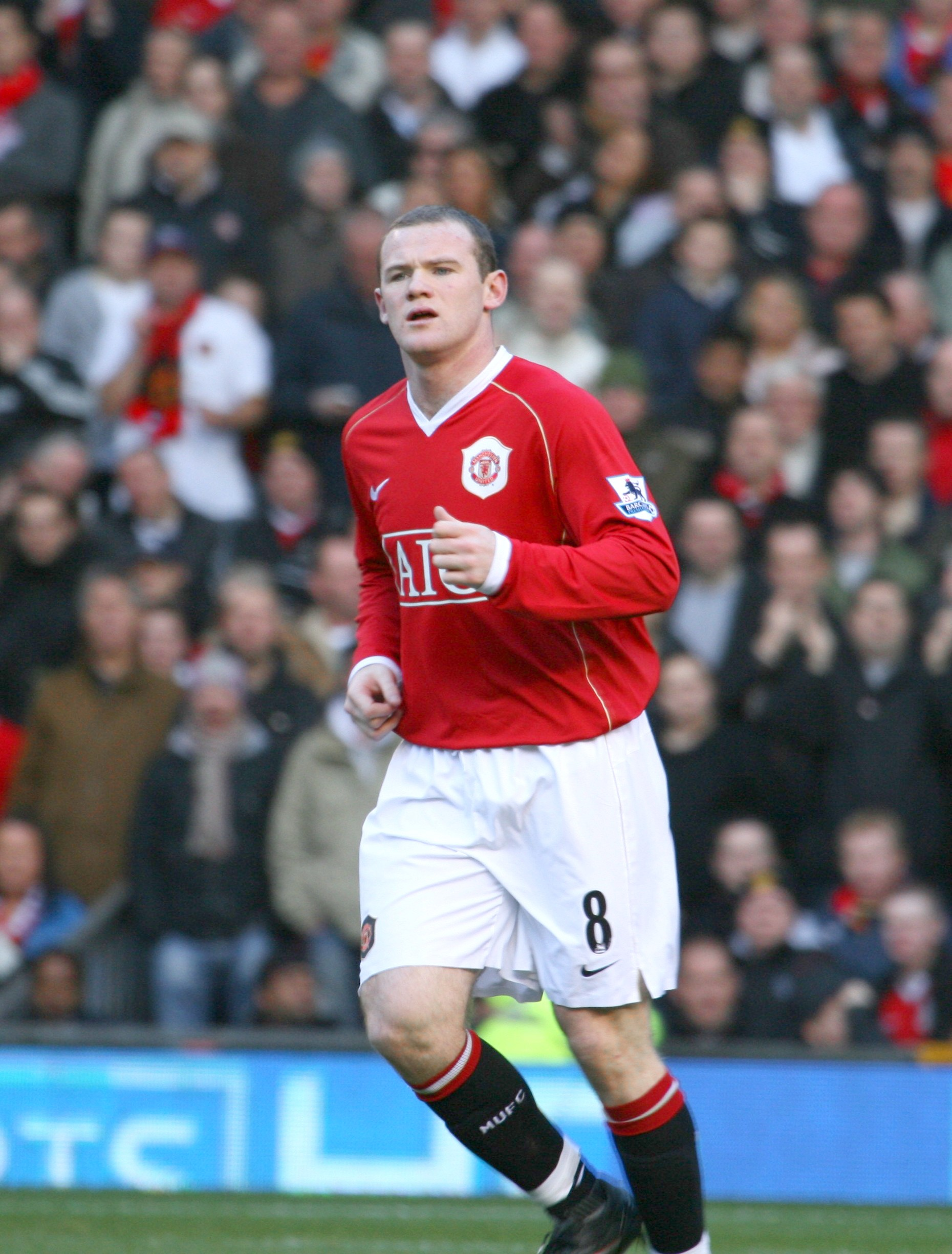
Wayne Rooney volt a harmadik aki egymást követő két évben díjaztak.

| Év        |      | Játékos                | Klub                      | Egyéb díj     | Forrás |
| --------- | ---- | ---------------------- | ------------------------- | ------------- | ------ |
| 1973–74   | ENG  | Kevin Beattie          | Ipswich Town              |               |        |
| 1974–75   | ENG  | Mervyn Day             | West Ham United           |               | [ 4 ]  |
| 1975–76   | ENG  | Peter Barnes           | Manchester City           |               |        |
| 1976–77   | SCO  | Andy Gray              | Aston Villa               | PPY           | [ 5 ]  |
| 1977–78   | ENG  | Tony Woodcock          | Nottingham Forest         |               |        |
| 1978–79   | ENG  | Cyrille Regis          | West Bromwich Albion      |               | [ 6 ]  |
| 1979–80   | ENG  | Glenn Hoddle           | Tottenham Hotspur         |               |        |
| 1980–81   | ENG  | Gary Shaw              | Aston Villa               |               |        |
| 1981–82   | ENG  | Steve Moran            | Southampton               |               |        |
| 1982–83   | WAL  | Ian Rush               | Liverpool                 |               |        |
| 1983–84   | ENG  | Paul Walsh             | Luton Town                |               |        |
| 1984–85   | WAL  | Mark Hughes            | Manchester United         |               |        |
| 1985–86   | ENG  | Tony Cottee            | West Ham United           |               |        |
| 1986–87   | ENG  | Tony Adams             | Arsenal                   |               |        |
| 1987–88   | ENG  | Paul Gascoigne         | Newcastle United          |               |        |
| 1988–89   | ENG  | Paul Merson            | Arsenal                   |               |        |
| 1989–90   | ENG  | Matthew Le Tissier     | Southampton               |               |        |
| 1990–91   | ENG  | Lee Sharpe             | Manchester United         |               |        |
| 1991–92   | WAL  | Ryan Giggs             | Manchester United         |               |        |
| 1992–93   | WAL  | Ryan Giggs (2)         | Manchester United         |               | [ 7 ]  |
| 1993–94   | ENG  | Andy Cole              | Newcastle United          |               |        |
| 1994–95   | ENG  | Robbie Fowler          | Liverpool                 |               |        |
| 1995–96   | ENG  | Robbie Fowler (2)      | Liverpool                 |               |        |
| 1996–97   | ENG  | David Beckham          | Manchester United         |               |        |
| 1997–98   | ENG  | Michael Owen           | Liverpool                 |               |        |
| 1998–99   | FRA  | Nicolas Anelka         | Arsenal                   |               | [ 8 ]  |
| 1999–2000 | AUS  | Harry Kewell           | Leeds United              |               | [ 9 ]  |
| 2000–01   | ENG  | Steven Gerrard         | Liverpool                 | FPY           | [ 10 ] |
| 2001–02   | WAL  | Craig Bellamy          | Newcastle United          |               | [ 11 ] |
| 2002–03   | ENG  | Jermaine Jenas         | Newcastle United          |               | [ 12 ] |
| 2003–04   | ENG  | Scott Parker           | Charlton Athletic Chelsea |               | [ 13 ] |
| 2004–05   | ENG  | Wayne Rooney           | Manchester United         |               |        |
| 2005–06   | ENG  | Wayne Rooney (2)       | Manchester United         | FPY           | [ 2 ]  |
| 2006–07   | POR  | Cristiano Ronaldo      | Manchester United         | PPY, FWA, FPY | [ 14 ] |
| 2007–08   | ESP  | Cesc Fàbregas          | Arsenal                   |               | [ 15 ] |
| 2008–09   | ENG  | Ashley Young           | Aston Villa               |               | [ 16 ] |
| 2009–10   | ENG  | James Milner           | Aston Villa               |               | [ 17 ] |
| 2010–11   | ENG  | Jack Wilshere          | Arsenal                   |               | [ 18 ] |
| 2011–12   | ENG  | Kyle Walker            | Tottenham Hotspur         |               | [ 19 ] |
| 2012–13   | WAL  | Gareth Bale            | Tottenham Hotspur         | PPY, FWA      |        |
| 2013–14   | BEL  | Eden Hazard            | Chelsea                   |               | [ 20 ] |
| 2014–15   | ENG  | Harry Kane             | Tottenham Hotspur         |               | [ 21 ] |
| 2015–16   | ENG  | Dele Alli              | Tottenham Hotspur         |               | [ 22 ] |
| 2016–17   | ENG  | Dele Alli (2)          | Tottenham Hotspur         |               | [ 23 ] |
| 2017–18   | GER  | Leroy Sané             | Manchester City           |               | [ 24 ] |
| 2018–19   | ENG  | Raheem Sterling        | Manchester City           | FWA           | [ 25 ] |
| 2019–20   | ENG  | Trent Alexander-Arnold | Liverpool                 |               | [ 26 ] |
| 2020–21   | ENG  | Phil Foden             | Manchester City           | PYPS          | [ 27 ] |
| 2021–22   | ENG  | Phil Foden (2)         | Manchester City           | PYPS          | [ 28 ] |
| 2022–23   | ENG  | Bukayo Saka            | Arsenal                   |               | [ 29 ] |
| 2023–24   | ENG  | Cole Palmer            | Chelsea                   | PYPS          | [ 29 ] |

### Győztesek országonként
| Ország        | Győzelmek száma | Győztes évek |
| ------------- | --------------- | --- |
| Anglia        | 38              | 1973–74, 1974–75, 1975–76, 1977–78, 1978–79, 1979–80, 1980–81, 1981–82, 1983–84, 1985–86, 1986–87, 1987–88, 1988–89, 1989–90, 1990–91, 1993–94, 1994–95, 1995–96, 1996–97, 1997–98, 2000–01, 2002–03, 2003–04, 2004–05, 2005–06, 2008–09, 2009–10, 2010–11, 2011–12, 2014–15, 2015–16, 2016–17, 2018–19, 2019–20, 2020–21, 2021–22, 2022–23, 2023–24 |
| Wales         | 6               | 1982–83, 1984–85, 1991–92, 1992–93, 2001–02, 2012–13 |
| Skócia        | 1               | 1976–77 |
| Franciaország | 1               | 1998–99 |
| Ausztrália    | 1               | 1999–2000 |
| Portugália    | 1               | 2006–07 |
| Spanyolország | 1               | 2007–08 |
| Belgium       | 1               | 2013–14 |
| Németország   | 1               | 2017–18 |

### Győzelmek klubonként
| Ország               | Győzelmek száma | Győztes évek                                                           |
| -------------------- | --------------- | ---------------------------------------------------------------------- |
| Manchester United    | 8               | 1984–85, 1990–91, 1991–92, 1992–93, 1996–97, 2004–05, 2005–06, 2006–07 |
| Tottenham Hotspur    | 6               | 1979–80, 2011–12, 2012–13, 2014–15, 2015–16, 2016–17                   |
| Liverpool            | 6               | 1982–83, 1994–95, 1995–96, 1997–98, 2000–01, 2019–20                   |
| Arsenal              | 6               | 1986–87, 1988–89, 1998–99, 2007–08, 2010–11, 2022–23                   |
| Manchester City      | 5               | 1975–76, 2017–18, 2018–19, 2020–21, 2021–22                            |
| Aston Villa          | 4               | 1976–77, 1980–81, 2008–09, 2009–10                                     |
| Newcastle United     | 4               | 1987–88, 1993–94, 2001–02, 2002–03                                     |
| Chelsea              | 3               | 2003–04, 2013–14, 2023–24                                              |
| West Ham United      | 2               | 1974–75, 1985–86                                                       |
| Southampton          | 2               | 1981–82, 1989–90                                                       |
| Ipswich Town         | 1               | 1973–74                                                                |
| Nottingham Forest    | 1               | 1977–78                                                                |
| West Bromwich Albion | 1               | 1978–79                                                                |
| Luton Town           | 1               | 1983–84                                                                |
| Leeds United         | 1               | 1999–2000                                                              |
| Charlton Athletic    | 1               | 2003–04                                                                |